# リシュリュー級戦艦
| リシュリュー級戦艦               | リシュリュー級戦艦 |
| -------------------------------- | --- |
| 竣工直後のリシュリュー（1940年） | |
| 艦級概観                         | |
| 艦種                             | 戦艦 |
| 艦名                             | 人名 |
| 前級                             | ダンケルク級戦艦 |
| 次級                             | アルザス級戦艦 |
| 性能諸元 （）内はジャン・バール  | |
| 排水量                           | 基準：35,560トン（42,806トン） 常備：43,293トン（46,500トン） 満載：47,548トン（49,850トン） |
| 全長                             | 247.8m |
| 全幅                             | 33m（35.5m） |
| 吃水                             | 9.6～10.7m（9.2～9.9m） |
| 機関                             | インドル・スラ式重油専焼水管缶6基+パーソンズ式ギヤード・タービン4基4軸推進 |
| 最大出力                         | 150,000hp |
| 最大速力                         | 30ノット（公試時32ノット） |
| 航続距離                         | 12ノット/10,000海里、 20ノット/7,750海里(重油：6,700トン) |
| 乗員                             | 1,550～1,670名（2,134名） |
| 兵装                             | 38cm（45口径）4連装砲2基、 15.2cm（52口径）3連装砲塔3基、 10cm（45口径）連装高角砲6基、 37mm（60口径）連装機関砲4基、 13.2mm連装機銃16基 |
| 装甲                             | 舷側装甲：330mm～152mm 甲板装甲：150mm+40mm（機関部）、170mm+40mm（主砲火薬庫）、150mm+50mm（副砲火薬庫） 主砲塔装甲： 430mm（前盾）、300mm（側盾）、250mm（後盾）、195mm（天蓋）、主砲バーベット部：405mm 副砲塔装甲： 110mm（前盾）、70mm（天蓋）、副砲バーベット部：100mm 司令塔：350mm |
| 艦載機                           | ロアール・ニューポール水上機3機、カタパルト2基 |

リシュリュー級戦艦（リシュリューきゅうせんかん、Richelieu class battleship）とは、ワシントン海軍軍縮条約における代艦建造規定に基づきフランス海軍が建造した戦艦である｡

## 概要
ダンケルク級戦艦建造により、近代戦艦を獲得したフランスだったが、地中海での仮想敵であるイタリアが旧式弩級戦艦4隻の近代化改装と平行して、15インチ砲搭載高速戦艦（後のヴィットリオ・ヴェネト級）の建造を開始し、ナチス・ドイツも26,500トン型戦艦（後のシャルンホルスト級）に続いて戦艦ビスマルク級の建造に踏み切ったため、フランス海軍は前級の拡大発展版である本級2隻の設計・建造に踏み切った。後日、条約明けに伴い、改良型の3・4番艦の建造にも着手した。
艦の形状はダンケルク級と同様に4連装型式の主砲塔2基を艦前部に集中配置し、4連装砲塔を前後に間隔を空けて装備し、砲塔の間に補助機械室を配置して主砲塔被弾損傷時の被害拡大を防ぐ構造にしたのも同様だが、ダンケルク級を運用した経験に基づき、不具合を改良した。
- 副砲の両用砲を廃止し、対軽艦艇用砲と高角砲に分ける
- 水上機格納庫が副砲の射界を狭めるために副砲の配置を変更。

また、戦後各国で普及した後檣(Mast)と煙突(Stack)の機能を合体させたMACKを先駆けて取り入れている。主砲口径は「1931年型 正33cm（52口径）砲」から発展し「1935年型 正38cm（45口径）砲」に拡大されている。また、艦後部にはラ・ガリソニエール級軽巡洋艦にも採用された「1930年型 15.2cm（52口径）砲」を3連装砲塔に収め、後部甲板上に三角形状に配置した他、1930年型 10cm（45口径）高角砲を連装砲架で片舷3基ずつ計6基12門を搭載した。
さらにインドル・スラ式ボイラーは従来のボイラーとは全く違った構造で小型化が可能であり、防御力の向上に寄与している。

## 外観

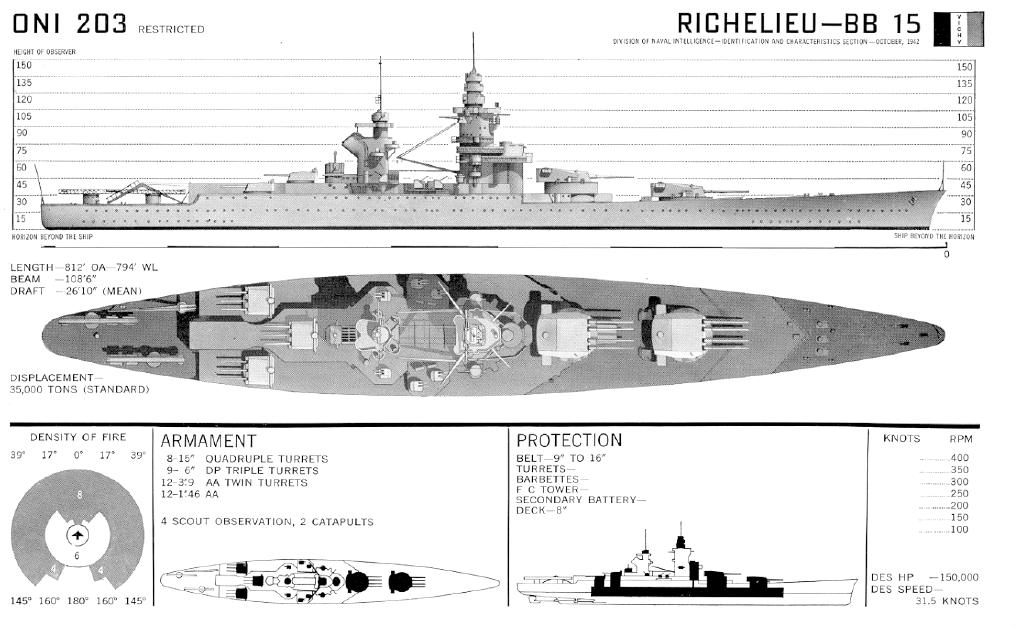
本艦の武装・装甲配置を示した図。

船体形状はフランス新戦艦からの採用になる中央楼型船体を引き続き採用している。艦首構造は強く傾斜したクリッパー・バウで、艦首甲板のシア（傾斜）は強い。船体形状は全長247.8mに比較して全幅が33mと前級よりも縦横比率が7:3と強くなっている。
艦首から本級より新設計の「1935年型 正38cm（45口径）砲」を四連装砲塔に納め、1・2番主砲塔を間隔を空けて1基ずつ計2基、その背後に装甲司令塔を組み込んだ航海艦橋を基部に持つ近代的な塔型艦橋の頂上部には世界的に見て大型の主砲用13.5m測距儀のさらに上に、副砲用8m測距儀を二段に重ねて装備した。これらの測距儀は独立して別方向に旋回できる。 測距儀を囲むように台形の見張り台があり、四隅の後部には二対の信号マストが伸びている。艦橋基部は艦載艇を吊り上げる二本のボート・ダビッドの基部も兼ねており、艦載艇は艦橋とMACKの間のスペースに並べられる。
甲板上には初期設計段階では副砲塔二基が左右に一基ずつ配置される予定であったが、 航空機の進化に伴う時代の趨勢にあわせて副砲塔2基の替わりに新設計の1930年型 10cm（50口径）高角砲を連装砲架で片舷3基ずつの計6基を配置した。この時代の艦船では特色あるのが煙突と後檣を合体させた「MACK」構造を発明しており、断面が箱型の煙突の中部から上方斜め45度に傾斜させた煙突の上部に、見張り台の上に載せられた後部測距施設がある。その後ろには「1930年型 15.2cm（52口径）砲」を3連装砲砲塔に収め、3基を水上機格納庫を挟み込むように配置された。
副砲塔3基を後部甲板上に配置した事により、高角砲は船体中央部の舷側に配置され広い射界を得られた。水上機格納庫から先は甲板一段分下がって、前級と同じく折りたたみ式クレーン1基とカタパルト2基が艦尾側に設置された。
なお、1943年10月にニューヨーク海軍工廠で完工した際に艦橋頂上部の副砲用8m測距儀一基を撤去した他、水上機格納庫およびクレーンとカタパルトを全て撤去し、格納庫跡に四角形の機銃座とカタパルト跡地に円形の機関砲座を片舷2基ずつ計4基を新設しており、甲板各所に機銃が配置されていた。

## 主砲

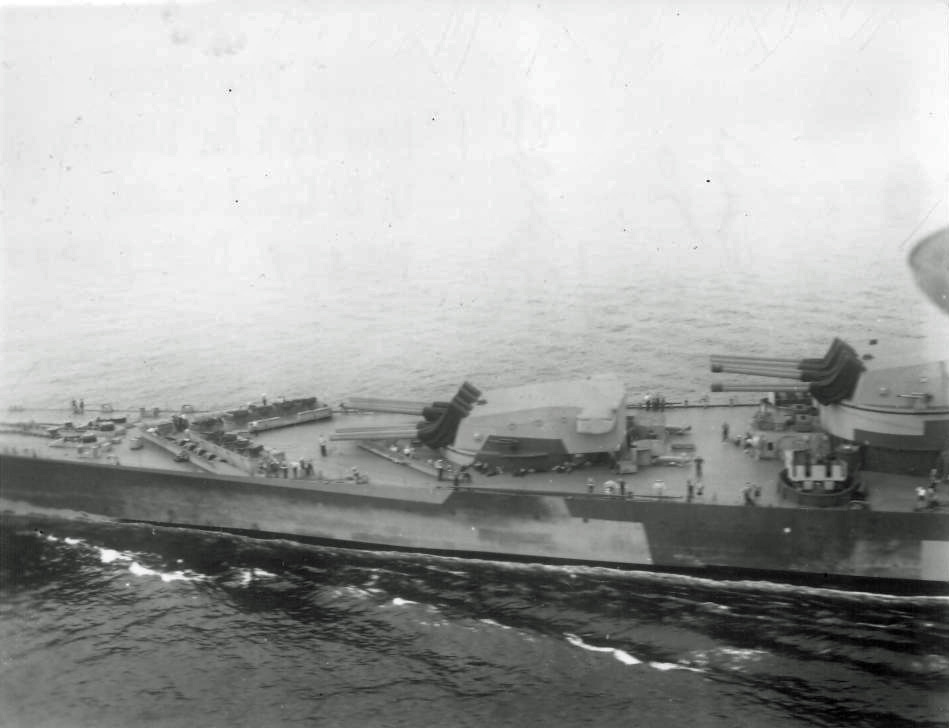
ニューヨークへ向かう途上の「リシュリュー」。1943年撮影。

主砲は新設計の「1935年型 正38cm（45口径）砲」を採用した。その性能は重量884kgの砲弾を初速785m/秒で撃ち出し最大仰角35度で41,700mまで届かせることが出来るこの砲を前級ダンケルク級と同じく四連装砲塔に収めた。俯仰能力は仰角35度、俯角5度である。旋回角度は船体首尾線方向を0度として1番砲塔が左右150度、2番主砲塔が156度の広い旋回角度を持つ、主砲身の俯仰・砲塔の旋回・砲弾の揚弾・装填は主に電力で行われ、補助に人力を必要とした。装填方式は前級と同様にどの角度からも装填できる自由角装填方式を採用し発射速度は毎分2.2発である。射距離20,000m台ならば舷側装甲393mmを貫通する能力を持っていた｡
| 射距離   | 仰角  | 落角  | 存速(m/s) | 対垂直甲鈑 | 対水平甲鈑 |
| -------- | ----- | ----- | --------- | ---------- | ---------- |
| 10,000 m | 4.4°  | 5.2°  | 675       | -          | -          |
| 15,000 m | 7.4°  | 9.0°  | 608       | -          | -          |
| 20,000 m | 10.9° | 14.0° | 544       | -          | -          |
| 22,000 m | -     | 19.3° | -         | 393mm      | 105mm      |
| 25,000 m | 14.9° | 20.2° | 514       | -          | -          |
| 27,000 m | -     | 26.8° | -         | 331mm      | 138mm      |
| 30,000 m | 19.8° | 27.2° | 490       | -          | -          |
| 35,000 m | 25.5° | 40.4° | 479       | 280mm      | 211mm      |
| 38,000 m | -     | 43.8° | -         | 249mm      | 270mm      |

## 副砲・高角砲、その他の備砲について
副砲は軽巡洋艦エミール・ベルタン（ラ・ガリソニエール級軽巡洋艦）の主砲にも採用された「1935年型 15.2cm（55口径）砲」を採用した。性能は重量54～58.8 kgの砲弾を最大仰角45度で26,960 mまで届かせることが出来るこの砲を3連装砲塔に収めた。俯仰能力は仰角75度、俯角8.5度で、装填角度は俯角5度から仰角15度の間である。旋回角度は船体首尾線方向を0度として中央部砲塔が左右175度、舷側砲塔は左右150度の旋回角度を持つ、主砲身の俯仰・砲塔の旋回・砲弾の揚弾・装填は主に電力で行われ、補助に人力を必要とした。発射速度は毎分5～8発である。
高角砲は同じく新設計の「1930年型 10cm（50口径）高角砲」を採用し、連装砲架で片舷3基ずつ計6基を配置した。13.5kgの砲弾を仰角45度で15,900 m、14.2kgの対空榴弾を最大仰角80度で高度10,000mまで到達できた。旋回と俯仰は電動と人力で行われ、左右方向に80度旋回でき、俯仰は仰角80度、俯角10度であった。発射速度は毎分10発だった。他に高角砲の射界をカバーする役割として計画時に1925年型オチキス37mm（50口径）機関砲を連装砲架で4基8門、1929年型13.2mm（50口径）機銃を連装砲架で16基32丁装備した。
1943年の完工時にこれに換えてボフォース40mm（56口径）機関砲を4連装砲架で16基64門を搭載し、さらに、1944年にイギリスで同40mm機関砲単装9基とエリコン20mm（70口径）単装機銃41丁を追加された。

## 機関
機関配置はフランス近代戦艦伝統のシフト配置である。機関はインドル・スラ式重油専焼水管缶6基とパーソンズ式ギヤード・タービン4基4軸を組み合わせ、最大出力は150,000hpで計画速力は30ノット、航続性能は速力10ノットで10,000海里、20ノットで7,750海里航行できるとされた。

## 防御
本級は対抗艦種としてドイツ海軍のビスマルク級戦艦やイタリア海軍のヴィットリオ・ヴェネト級戦艦への対抗を念頭に置いて設計されていた｡
前述の四連装砲の採用により浮いた重量を防御装甲に回した結果、舷側装甲として330mm装甲が船体内側に15度傾斜して貼られ、防御範囲は水線上部3.3mから水線下2mまでとなっていた。
水平防御も主甲板装甲や副砲弾薬庫上面が150mm、主砲火薬庫上面には170mm装甲が奢られ、さらに、断片防御に機関区上面には40mmの断片防御装甲が貼られた。また、水線下区画内には液層や空層に加えてエボナイト・ムースと呼ばれる弾力性充填材が注入され、魚雷触雷時の衝撃波と水圧をこれで受けて被害を抑える狙いがあった。

## 艦歴

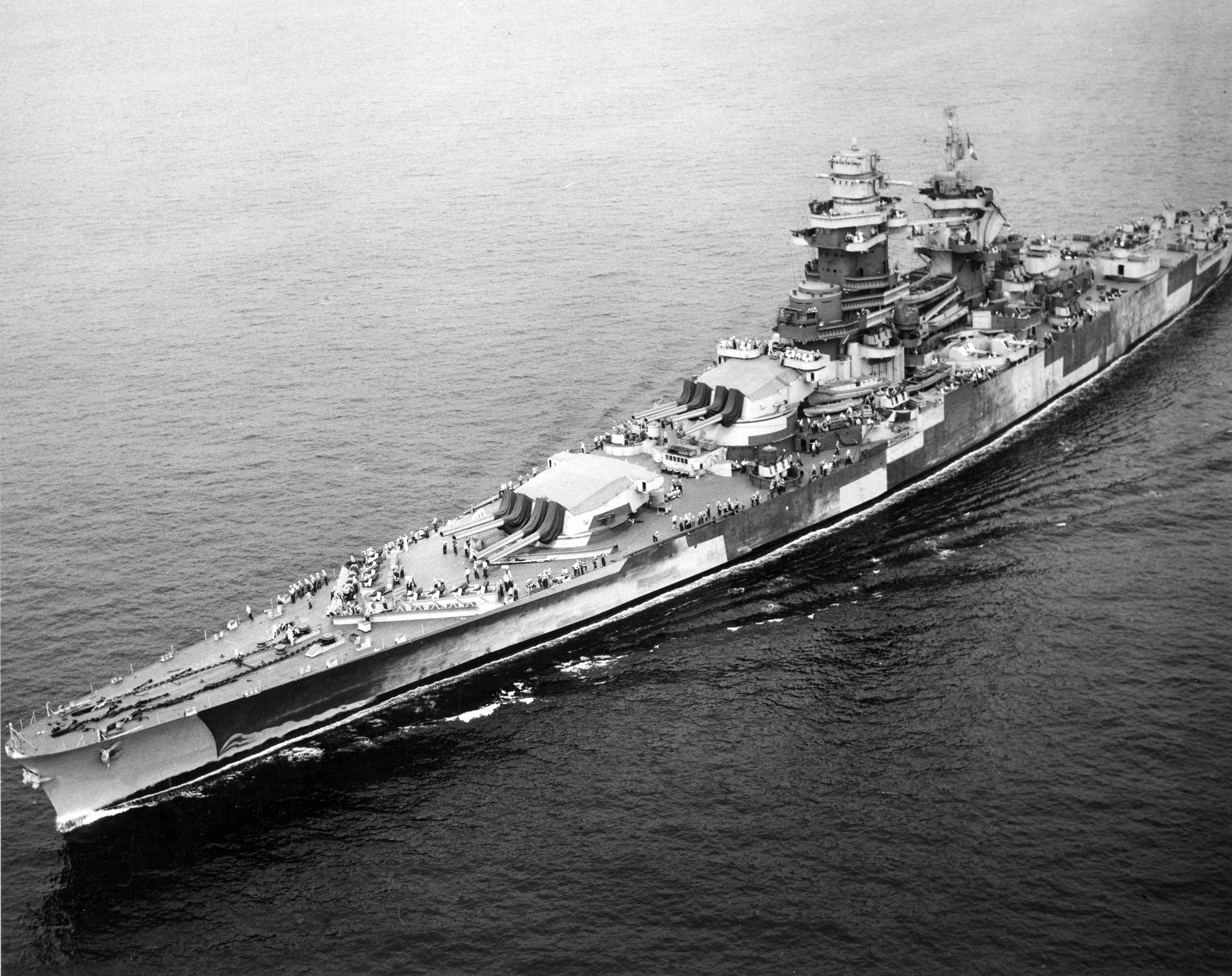
完工後に自由フランス艦隊旗艦となったリシュリュー

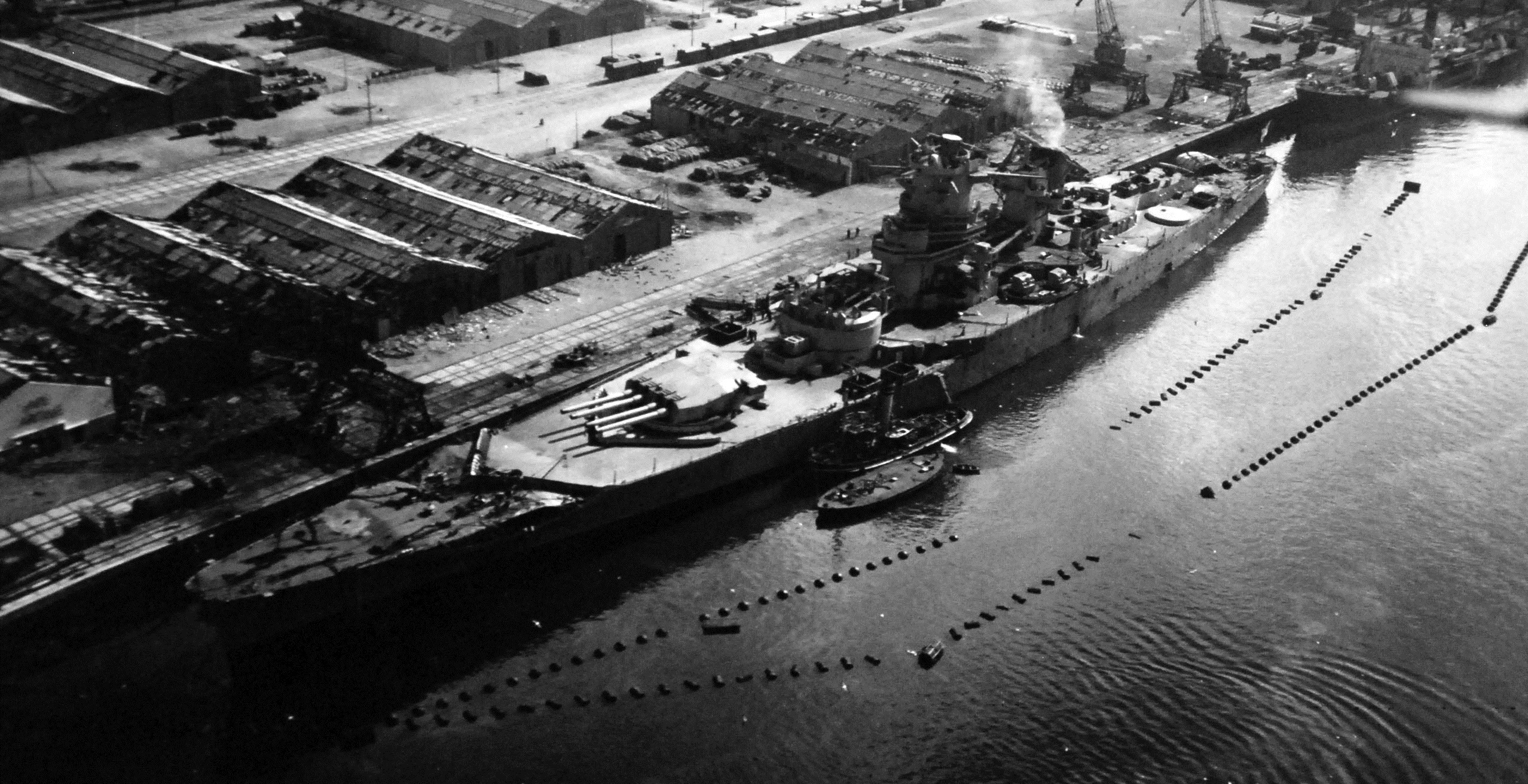
アメリカ艦隊の攻撃を受けたジャン・バール（1942年）

1935年度計画艦として、建造はネームシップであるリシュリューが1935年に、クールベ級の艦から名前を引き継いだ2番艦ジャン・バールが1936年から建造が開始されたが、1940年にフランスがドイツに降伏するまでにどちらも竣工できず部分的に未完成なまま両艦共に本国から脱出（特にジャン・バールは第二主砲塔が未完成状態だった）。リシュリューはダカールにてヴィシー・フランス海軍としてイギリス艦隊と戦い（ダカール沖海戦）、完全な状態とは言いがたい状況下でイギリス艦隊を撃退するも、乗員不足で応急要員不足であったために航空攻撃と特攻モーターボート攻撃により艦尾を大破してしまった。結局、戦闘後に自由フランス海軍に編入されてアメリカ本土ニューヨーク海軍工廠にて完工工事をするために回航された。
一方、ジャン・バールはカサブランカにて高角砲や機銃を装備しながらも主砲（第一主砲塔のみ）を運用可能とするために間に合わせの資材で主砲射撃可能状態にまでしていた。その後、トーチ作戦（北西アフリカ上陸作戦）においてカサブランカ制圧部隊に所属する米戦艦 マサチューセッツと交戦した。アメリカ海軍は爆撃機隊を出撃させ、ジャン・バールの艦首と桟橋の間に爆弾を落とし水線下に大破口を開けた。ジャン・バールは水兵を陸戦部隊に回したため応急処置が足らず、着底してしまう。ジャン・バールも応戦したものの、米艦隊に損害を与えるにはいたらなかった。マサチューセッツの砲撃により電気系統に障害を受けたジャン・バールは射撃・戦闘不能となってしまい、奇妙な海戦は終った。その後、主砲塔を僚艦リシュリューに譲り渡した後は終戦まで修理が行われることはなく、終戦後に母国フランスに帰還後に改めて完工して「世界で最初と最後に戦艦を作った国」として歴史の一頁を飾った。
1938年度計画艦として、3番艦クレマンソーは1939年に起工したが、1940年7月にブレスト港に侵攻してきたドイツ軍に捕獲された。1943年にハルクとして進水した後、軽火器を載せて港湾の防空砲台として1944年8月に連合軍機に撃沈されるまで母港の守備についた｡
4番艦ガスコーニュは未起工に終わった。設計は各姉妹艦ごとに大きく異なり、クレマンソーは後部の副砲配置が艦橋と煙突の間の両弦に1基ずつ、艦尾に背負式2基計4基に改められており、ガスコーニュはさらに、主砲の配置を前後に1基ずつとし、副砲塔は1番主砲塔の後部に背負い式で2基、2番主砲塔の手前1基という配置に改められる予定であった。

## 同型艦
- リシュリュー Richelieu
- ジャン・バール Jean Bart
- クレマンソー Clemenceau
- ガスコーニュ Gascogne 改リシュリュー級、未起工